# Iga (Mie)
Iga (伊賀市?, Iga-shi) è una città giapponese della prefettura di Mie.

## Storia
Durante gran parte delle lotte intestine per l'unificazione del Giappone Iga ospitò la base centrale dell'omonimo clan ninja (anche Koka ne possedeva uno proprio); questi guerrieri si opposero duramente al potere di Oda Nobunaga, il primo dei tre uomini che realizzarono l'unificazione del paese durante l'epoca Sengoku (Periodo delle Guerre).
Nobunaga sterminò gran parte degli abitanti di Iga durante la battaglia di Tensho Iga, ma i superstiti non dimenticarono mai e osteggiarono Nobunaga in tutti i modi. Alla sua morte, l'odio nei suoi confronti si trasferì su Hashiba Hideyoshi (in seguito ribattezzato dall'Imperatore Toyotomi Hideyoshi), uno dei favoriti di Nobunaga che aveva ereditato il comando supremo delle truppe. Forse per questo motivo i ninja di Iga passarono al servizio del grande sconfitto nella lotta per la successione, Tokugawa Ieyasu, e lo sostennero soprattutto dopo la morte di Hideyoshi, nelle battaglie per scegliere il nuovo dominatore del Giappone.
Un famoso membro dei ninja di Iga fu Hattori Hanzō, leader del clan durante la fine del periodo Tensho e l'inizio del periodo Edo; figura reale divenuta poi leggendaria e sfruttata da cinema, TV e videogiochi, quest'uomo diede il suo nome a Hanzo-mon (Portone di Hanzo), famosa porta del castello dei Tokugawa a Edo (oggi Tokyo) di cui esistono resti ancora oggi; il portone a sua volta ha dato il nome alla vicina fermata della metropolitana.

## Iga nei media
- Il clan Iga compare nella serie dell'anime L'invincibile Ninja Kamui.